# The Will of James Waldron
The Will of James Waldron è un cortometraggio muto del 1912 diretto da Allan Dwan. Prodotto dall'American Film Manufacturing Company (con il nome Flying A), fu distribuito dalla Film Supply Company il 29 agosto 1912. Western di genere drammatico, aveva come interpreti J. Warren Kerrigan, Pauline Bush, Marshall Neilan.

## Trama
Alla morte di James Waldron, la sua eredità viene divisa tra i suoi due figli - William, un ragazzo zoppo, e la figlia Mabel - e Watkins, figlio di un suo amico. Watkins, però, si rivela un mascalzone: maltratta il povero William e non lascia in pace Mabel che, disperata, chiede un giorno aiuto a un cowboy. Ma Watkins se la prese anche con lui quando questi tenta di intercedere in favore di Mabel. Al ranch, però, le cose cambiano dopo l'arrivo di Ralph Coswell: giovane, forte e bello, il nuovo venuto conquista subito il cuore di Mabel. William gli confida le loro pene e Ralph non perde tempo nel mettere al suo posto Watkins che, dopo un incontro con lui, va in giro sfoggiando un bell'occhio nero. Meditando vendetta, Watkins progetta di uccidere Ralph. Così, quando lo vede insieme a Mabel, tira fuori la pistola, deciso a far fuori il suo nemico. Dall'altra parte del cortile i suoi movimenti sono seguiti dal cowboy che aveva difeso la ragazza: l'uomo, dopo aver lasciato cadere la sigaretta che si stava preparando, impugna la propria pistola e, lentamente, prende con cura la mira. Un solo istante e Watkins cade a terra, morto.

## Produzione
Il film fu prodotto dalla Flying A, una branca dell'American Film Manufacturing Company.

## Distribuzione
Distribuito dalla Film Supply Company, il film - un cortometraggio di una bobina - uscì nelle sale cinematografiche statunitensi il 29 agosto 1912.